# SEHA-Liga 2017/18
Die SEHA-Liga ist ein supranationaler Handball-Wettbewerb, der in der Saison 2017/18 in seine siebte Saison geht. Veranstalter ist die South Eastern Handball Association. Die weiterhin zehn teilnehmenden Mannschaften der siebten Saison kamen aus Kroatien, Nordmazedonien, Serbien, Slowakei, Slowenien und Belarus. Bosnien konnte kein Team für dieses Jahr melden, und Telekom Veszprém meldete dieses Jahr auch nicht. Dadurch wurden zwei Plätze frei welche Serbien zur Liga meldete. Meister in der siebten Spielzeit wurde RK Vardar Skopje aus Nordmazedonien.

## Teilnehmer
| Wappen | Verein             | Land           | Bisherige Teilnahmen an der SEHA-Liga        | Titel                |
| ------ | ------------------ | -------------- | -------------------------------------------- | -------------------- |
|        | PPD Zagreb         | Kroatien       | 7 (2011, 2012, 2013, 2014, 2015, 2016, 2017) | 1 (2013)             |
|        | RK Nexe Našice     | Kroatien       | 7 (2011, 2012, 2013, 2014, 2015, 2016, 2017) |                      |
|        | RK Metalurg Skopje | Nordmazedonien | 6 (2011, 2012, 2013, 2014, 2016, 2017)       |                      |
|        | RK Vardar Skopje   | Nordmazedonien | 7 (2011, 2012, 2013, 2014, 2015, 2016, 2017) | 3 (2012, 2014, 2017) |
|        | RK Vojvodina       | Serbien        | 4 (2013, 2014, 2015, 2017)                   |                      |
|        | RK Pancevo         | Serbien        | 1 (2017)                                     |                      |
|        | HT Tatran Prešov   | Slowakei       | 7 (2011, 2012, 2013, 2014, 2015, 2016, 2017) |                      |
|        | RK Celje           | Slowenien      | 2 (2016, 2017)                               |                      |
|        | RK Gorenje Velenje | Slowenien      | 2 (2016, 2017)                               |                      |
|        | Meshkov Brest      | Belarus        | 6 (2012, 2013, 2014, 2015, 2016, 2017)       |                      |

## Modus
Die zehn Teilnehmer treten in der Hauptrunde in einer Liga jeweils zweimal gegeneinander an. Einmal in heimischer Halle und einmal auswärts. Die besten vier Teams qualifizieren sich nach Abschluss der Runde für die Play-offs, die im siebten Jahr in Skopje, Nordmazedonien ausgetragen wurden. Ungewöhnlich für den Handball ist die Punktvergabe in der Liga. Der in der SEHA federführende Handball-Verband Bosnien-Herzegowinas hat dabei das auch in der heimischen Liga angewendete System der  sogenannten „englischen Tabelle“ übernommen, in dem es drei Punkte für einen Sieg und einen für ein Remis gibt.